# Saint-Martin-sur-la-Chambre
Saint-Martin-sur-la-Chambre és un municipi francès situat al departament de la Savoia i a la regió d'Alvèrnia-Roine-Alps. L'any 2007 tenia 452 habitants.

## Demografia

### Població
El 2007 la població de fet de Saint-Martin-sur-la-Chambre era de 452 persones. Hi havia 184 famílies de les quals 44 eren unipersonals (28 homes vivint sols i 16 dones vivint soles), 64 parelles sense fills, 64 parelles amb fills i 12 famílies monoparentals amb fills.
La població ha evolucionat segons el següent gràfic:
Habitants censats

### Habitatges
El 2007 hi havia 311 habitatges, 191 eren l'habitatge principal de la família, 112 eren segones residències i 8 estaven desocupats. 267 eren cases i 9 eren apartaments. Dels 191 habitatges principals, 166 estaven ocupats pels seus propietaris, 20 estaven llogats i ocupats pels llogaters i 5 estaven cedits a títol gratuït; 1 tenia una cambra, 5 en tenien dues, 25 en tenien tres, 44 en tenien quatre i 116 en tenien cinc o més. 164 habitatges disposaven pel capbaix d'una plaça de pàrquing. A 65 habitatges hi havia un automòbil i a 115 n'hi havia dos o més.

### Piràmide de població
La piràmide de població per edats i sexe el 2009 era:
| Homes | Edats   | Dones |
| ----- | ------- | ----- |
| 0     | 95 o +  | 0     |
| 0     | 90 a 94 | 4     |
| 0     | 85 a 89 | 4     |
| 0     | 80 a 84 | 0     |
| 4     | 75 a 79 | 12    |
| 16    | 70 a 74 | 4     |
| 16    | 65 a 69 | 20    |
| 12    | 60 a 64 | 16    |
| 16    | 55 a 59 | 12    |
| 8     | 50 a 54 | 12    |
| 36    | 45 a 49 | 12    |
| 12    | 40 a 44 | 16    |
| 12    | 35 a 39 | 16    |
| 4     | 30 a 34 | 16    |
| 12    | 25 a 29 | 0     |
| 0     | 20 a 24 | 8     |
| 16    | 15 a 19 | 24    |
| 16    | 10 a 14 | 12    |
| 20    | 5 a 9   | 4     |
| 4     | 0 a 4   | 8     |

## Economia
El 2007 la població en edat de treballar era de 296 persones, 218 eren actives i 78 eren inactives. De les 218 persones actives 214 estaven ocupades (118 homes i 96 dones) i 4 estaven aturades (3 homes i 1 dona). De les 78 persones inactives 27 estaven jubilades, 22 estaven estudiant i 29 estaven classificades com a «altres inactius».

### Ingressos
El 2009 a Saint-Martin-sur-la-Chambre hi havia 191 unitats fiscals que integraven 465 persones, la mediana anual d'ingressos fiscals per persona era de 21.924 €.

### Activitats econòmiques
Dels 14 establiments que hi havia el 2007, 4 eren d'empreses extractives, 2 d'empreses de fabricació d'altres productes industrials, 1 d'una empresa de construcció, 2 d'empreses de transport, 2 d'empreses d'hostatgeria i restauració, 1 d'una empresa immobiliària, 1 d'una empresa de serveis i 1 d'una empresa classificada com a «altres activitats de serveis».
L'únic servei als particulars que hi havia el 2009 era un guixaire pintor.
L'any 2000 a Saint-Martin-sur-la-Chambre hi havia 9 explotacions agrícoles.

## Equipaments sanitaris i escolars
El 2009 hi havia una escola elemental integrada dins d'un grup escolar amb les comunes properes formant una escola dispersa.

## Poblacions més properes
El següent diagrama mostra les poblacions més properes.